# تنکوئسیتوس ساوت ایکیرز۲، تگزاس
تنکوئسیتوس ساوت ایکیرز۲ (به انگلیسی: Tanquecitos South Acres II) یک منطقهٔ مسکونی در ایالات متحده آمریکا است که در تگزاس واقع شده‌است. تنکوئسیتوس ساوت ایکیرز۲ ۵۰ نفر جمعیت دارد.